# Президентські вибори у США 1828
Президентські вибори в США 1828 року проходили з 30 жовтня по 13 листопада та знову, як і 1824 року, характеризувалися боротьбою між Джоном Квінсі Адамсом та Ендрю Джексоном. Адамс представляв Національну республіканську партію, а Джексон — Демократичну. За відсутності інших серйозних претендентів Джексон консолідував підтримку від них і забезпечив собі перемогу над Адамсом.

## Вибори

### Результати

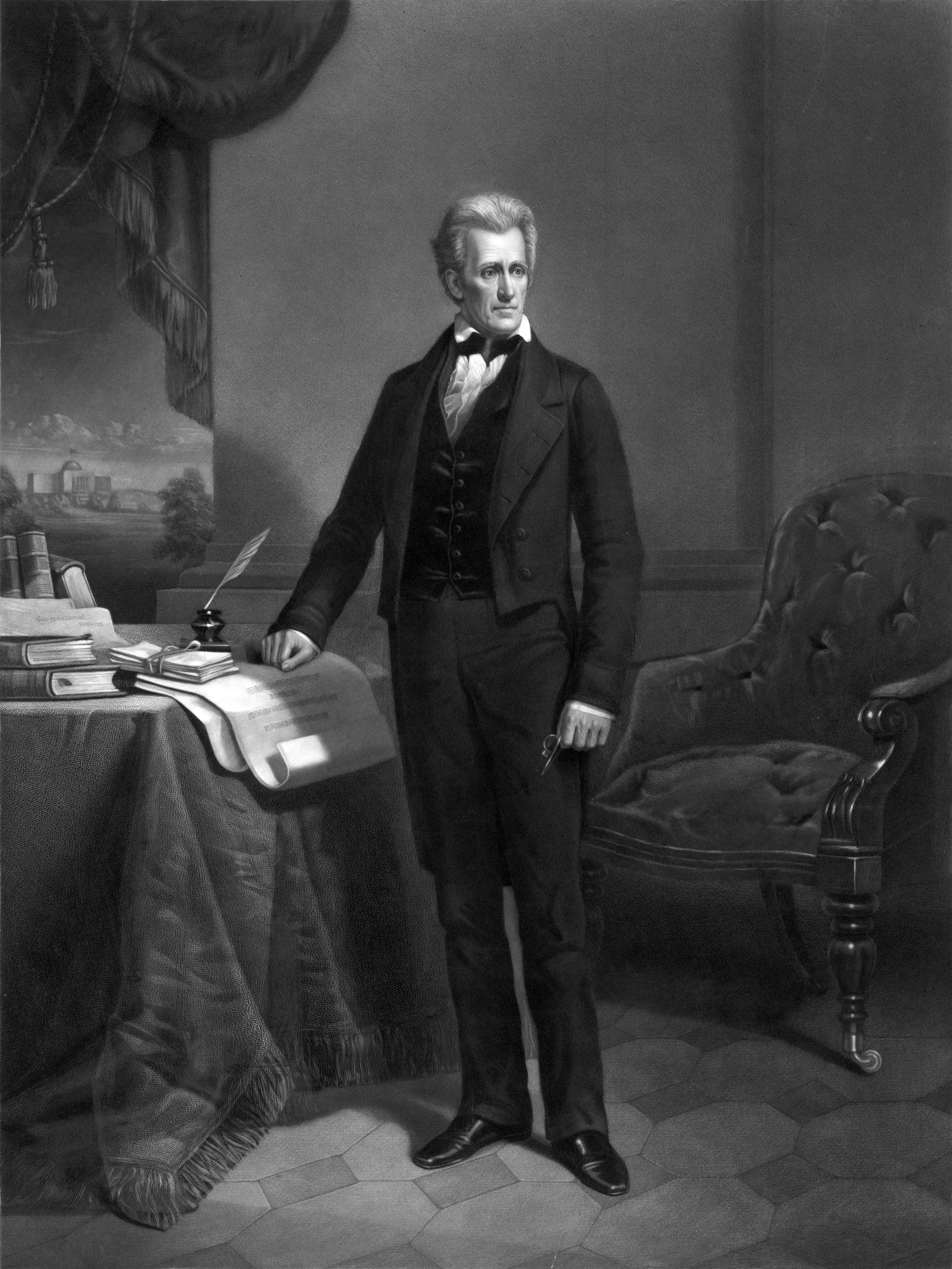
Ендрю Джексон був обраний сьомим президентом США на виборах 1828 року.

| Кандидат          | Партія                             | Виборці   | Виборці  | Виборники |
| Кандидат          | Партія                             | Кількість | %        | Виборники |
| ----------------- | ---------------------------------- | --------- | -------- | --------- |
| Ендрю Джексон     | Демократична партія                | 642.553   | 56,0 %   | 178       |
| Джон Квінсі Адамс | Національна республіканська партія | 500.897   | 43,6 %   | 83        |
| Усього            | Усього                             | 1.143.450 | 99,6 % * | 261       |